# Le Thour
Le Thour település Franciaországban, Ardennes megyében. Lakosainak száma 363 fő (2022. január 1.). Le Thour Lor, Nizy-le-Comte, Banogne-Recouvrance, Saint-Germainmont, Saint-Quentin-le-Petit és Villers-devant-le-Thour községekkel határos.

## Népesség
A település népességének változása:
| Lakosok száma | 377  | 303  | 351  | 316  | 377  | 408  | 402  | 378  | 375  | 363  |
|               | 1968 | 1982 | 1990 | 2006 | 2013 | 2015 | 2017 | 2019 | 2020 | 2022 |